# Dendrobates vicentei
Dendrobates vicentei (tên tiếng Anh: Vicente's Poison Frog) là một loài ếch thuộc họ Dendrobatidae.
Đây là loài đặc hữu của Panama.
Môi trường sống tự nhiên của chúng là rừng ẩm vùng đất thấp nhiệt đới hoặc cận nhiệt đới, vùng núi ẩm nhiệt đới hoặc cận nhiệt đới, và sông ngòi.
Chúng hiện đang bị đe dọa vì mất môi trường sống.